# Feliks Buchwald
Feliks Buchwald (ur. ok. 1819 w Żółkwi, zm. 14 grudnia 1887 w Dobrzechowie) – ksiądz rzymskokatolicki, kanonik przemyski, szambelan papieski, poseł do Sejmu Krajowego Galicji IV kadencji 1877–1882.

## Życiorys
Święcenia kapłańskie otrzymał w 1843 i został skierowany jako wikary do Gołogór. W 1844 zostaje prefektem lwowskiego seminarium duchownego, wykładowcą pedagogiki w Instytucie Teologicznym dla zakonników. W 1846 zostaje skierowany do pracy w kurii przemyskiej jako sekretarz biskupa Franciszka Wierzchlejskiego. Wkłada w latach 1848-1851 Pismo Święte w przemyskim seminarium duchownym. W 1854 zostaje proboszczem w Dobrzechowie. Pracuje nad podniesieniem poziomu edukacji w 1872 zostaje zastępcą prezesa Rady Szkolnej Okręgowej w Jaśle. 24 maja 1877 zostaje wybrany w wyborach uzupełniających posłem na Sejm Krajowy Galicji IV kadencji na miejsce zmarłego księdza Wojciecha Stępka. Jako poseł bronił praw Kościoła i zabiegał o rozwój oświaty i szkół ludowych. W "Przeglądzie Lwowskim" ukazuje się w 1873 artykuł autorstwa ks. Buchwalda "O wolności sumienia".